# 觅画西藏
《觅画西藏》是一部46万字的长篇纪实，中国文史出版社2018年8月出版，美籍华人作家潘启元著。以原西藏秦剧团名旦卢少琴的西藏经历为主线，讲述西藏秦剧团的歷程和发生在1956-1970年间有关西藏的一系列歷史事件。

## 成书经过
2008年12月，潘启元当选華盛頓地區的中国西北同乡会会长，希望在西北同乡春节聚会上唱秦腔，打听到正在美国帮女儿雷晓春带孩子的卢少琴会唱秦腔，登门拜访。谈话中，卢少琴提及西藏秦剧团。潘启元认为西藏秦剧团的历史不应该被遗忘，试图寻找作家来写，未能找到，征得雷晓春和卢少琴同意后，决定自己动手写。作者对卢少琴的采访持续了整个写作和修改的全过程。

## 内容
1953年7月1日，10岁的卢少琴登台唱歌，为著名秦腔专家马健翎看中，于1954年3月进入西北戏曲研究院演员班。1956年初，卢少琴在《民间文学》杂志封面上看到了一幅“西藏牧羊女”彩画，为画中美景所震撼，有了去西藏的梦想。演员班学员填分配志愿時卢少琴填了西藏，恰在这时西藏秦剧团到戏曲研究院来求助秦腔演员，1956年3月，卢少琴随西藏秦剧团入藏。1957年，剧团作为青藏铁路工程局秦剧团到格尔木工作，1959年5月自青海格尔木調回西藏勞軍，之后恢复西藏秦剧团名称，于1962年加入11师编制，卢少琴获准尉军衔。1959年10月，西藏秦剧团到北京中南海怀仁堂演出反映西藏农奴制的秦剧《血的控诉》，之后在全国进行了半年巡演。回到西藏後又经历了西藏土地改革运动、西藏自治区成立、中印边界战争和文化大革命。1969年10月，秦剧团到西藏林芝地区八一镇五七干校学习。1970年底卢少琴调离西藏，回陕西工作。西藏秦剧团于1975年被解散。

## 評價
2019年元旦，中国文史出版社推出了30种精品书，号召读者给自己最喜欢的图书投票，《觅画西藏》以超过第二名近一倍、占总票数23%的优势据榜首。